# Заячье (Белгородская область)
Заячье — село в Корочанском районе Белгородской области России, административный центр и единственный населённый пункт Заяченского сельского поселения.

## География
Село Заячье расположено в срединной части Белгородской области, на правобережье реки Кореня, в 12,9 км по прямой к юго-западу от районного центра, города Корочи, в 26,2 км по прямой к северо-востоку от северо-восточных окраин города Белгорода. Ближайшие населённые пункты: село Хрящевое в 0,4 км к юго-западу, сёла Замостье в 1,14 км, Мазикино в 1,4 км к востоку, хутор Песчаное в 2 км к юго-востоку.

## История

### Происхождение названия
Известный краевед В. А. Прохоров сообщает: Заячье упоминается в одном из документов, относимых к 1667 году, в котором содержится описание, что находилось оно на «заячьей стешке» (то есть стёжке, тропе).

### Исторический очерк
Село упомянуто ещё в писцовой книге Белгородского уезда 1626 года. В XVII веке относилось к дворцовой волости Белгородского уезда, в 1676 году перешло в вотчину Белгородской митрополии. В 1682 году в Заячьем и соседней Новой Слободке произошло народное восстание.
Согласно переписи 1885 года, Ново-Слободской волости Корочанского уезда село Заячье — это 415 дворов. Пятнадцать дворов (32 мужчины и тридцать женщин) — без земельного надела. У селян — 632 рабочих лошади с 189 жеребятами, 577 коров с 351 теленком, 1808 овец и 457 свиней. В селе — пятнадцать «промышленных заведений» и две лавки.
В 1932 году село Заячье — центр Заяченского сельского совета (кроме Заячьего ещё два хутора: Голышовка и Свиридов) в Корочанском районе. Этот «статус» Заячье сохраняло до 1990-х годов, влившись затем в Алексеевский сельсовет того же Корочанского района Белгородской области.
В 1997 году село Заячье — центр Заяченского сельского округа в Корочанском районе.

## Интересные факты
В XIX веке Заячье славилось производством тележных колес.

## Население
| 2002 | 2010 | 2012 | 2013 | 2014 | 2015 | 2016 | 2017 | 2018 |
| ---- | ---- | ---- | ---- | ---- | ---- | ---- | ---- | ---- |
| 669  | ↗685 | ↗698 | ↗706 | ↗735 | ↗752 | ↗767 | ↗791 | ↗795 |
| 2019 | 2020 | 2021 |      |      |      |      |      |      |
| ↗807 | ↘799 | ↘635 |      |      |      |      |      |      |

X ревизия записала в Заячьем «931 душу мужского пола».
В 1885 году в Заячьем переписано 2642 жителя (1360 мужского и 1282 женского пола). В 1890 году — 2867 жителей (1451 мужского и 1416 женского пола).
В 1932 году в селе Заячьем насчитывалось 3264 жителя. В 1979 году в Заячьем было 1073 жителя, в 1989 году — 701 (253 мужчины и 448 женщин). В 1997 году — 374 хозяйства, 815 жителей.

## Уроженцы Герои Советского Союза
- Гоков, Филипп Антонович (1919—1993) — полковник Советской Армии, участник боёв на реке Халхин-Гол и Великой Отечественной войны, Герой Советского Союза (1942).